# Camps-la-Source
Camps-la-Source é uma comuna francesa na região administrativa da Provença-Alpes-Costa Azul, no departamento de Var. Estende-se por uma área de 22.47 km², com habitantes, segundo os censos de 2005, com uma densidade de 65.6 hab/km².